# 北川智規 (野球)
北川 智規（きたがわ とものり、1978年1月9日 - ）は、埼玉県狭山市出身の元プロ野球選手（投手）。右投右打。引退後はオリックスに入社した。

## 経歴

### プロ入り前
地元が埼玉で、野球が好きだった両親と西武ライオンズの試合を観戦した際、雰囲気やスピード、パワーに感動し、小学校2年生から野球を始める。祖父も野球経験者で甲子園にも出場していた。中学校では軟式野球部に入部し、埼玉県立川越高等学校に進学した。
卒業後は高校の先輩でもある杉本友（浪人を経て国立大初のドラフト1位）の助言もあり、一年浪人して横浜国立大学教育学部に進んだ。神奈川大学野球リーグでの通算成績は1年秋から36勝を挙げて、553奪三振といずれもリーグ記録。そして3度のノーヒットノーランを達成した。2年次の1999年には第27回日米大学野球選手権の日本代表となる。2年春にはチームを50年ぶりの2位に躍進させた。ベストプレーヤー（敢闘）賞4回、ベストナイン2回。
2000年のドラフト7位でオリックス・ブルーウェーブに入団。契約金0円で入団した選手の中で、初の出来高2000万円払い獲得選手となり、話題となる。

### オリックス時代
2001年から一軍入り。同年8月27日、西武ライオンズ戦（神戸）でリリーフとして初登板し、最初の対戦打者から初三振を奪った。9月26日には、マジックを1としてリーグ優勝目前であった大阪近鉄バファローズ戦に先発した。7回途中まで2失点と好投し勝ち投手の権利を得て降板したが、抑えの大久保勝信が北川博敏に代打逆転サヨナラ満塁本塁打を打たれ、北川のプロ初勝利はならなかった。引退後に一番印象深い試合としてこの試合を挙げ、「結果負けたのですが、その悔しさがばねになりました」と語っている。
好投しても援護に恵まれない試合が続いたが、2003年9月27日の対福岡ダイエーホークス戦で11対11で迎えた延長10回表に8番手で登板し無失点に抑え、その裏に後藤光尊のサヨナラ本塁打が出たためプロ初勝利を挙げている。
2004年10月7日にオリックスから戦力外通告を受け、26歳で引退した。当時球団のGMだった中村勝広に解雇の理由を聞いた際、「君には将来がある。野球だけやっても本人のためにならないから」と言われ、就職活動を行う中で「中村GMの言葉は一つの希望となりました」と語っている。

### 引退後
就職活動ではキャリアを積み上げられる職を軸に探し外資系の製薬会社から内定をもらったが、大学時代の監督から「オリックスも受けてみたら?」と言われ、受けてみた結果、球団で初めて親会社のオリックス株式会社へ入社。入社1年目でオリックス・リアルエステート（現・オリックス不動産）に出向し、宅建とファイナンシャルプランナー2級を取得した。
マンション事業などを担当し、2020年4月からオリックス・ホテルマネジメントに出向し、ホテル・旅館・研修所などの運営事業に携わっている。

## 選手としての特徴
サイドスローから繰り出すキレのある速球と、曲がりは小さいが鋭いカーブが武器だった。

## 詳細情報

### 年度別投手成績
| 年 度     | 球 団      | 登 板 | 先 発 | 完 投 | 完 封 | 無 四 球 | 勝 利 | 敗 戦 | セ 丨 ブ | ホ 丨 ル ド | 勝 率 | 打 者 | 投 球 回 | 被 安 打 | 被 本 塁 打 | 与 四 球 | 敬 遠 | 与 死 球 | 奪 三 振 | 暴 投 | ボ 丨 ク | 失 点 | 自 責 点 | 防 御 率 | W H I P |
| --------- | ---------- | ----- | ----- | ----- | ----- | -------- | ----- | ----- | -------- | ----------- | ----- | ----- | -------- | -------- | ----------- | -------- | ----- | -------- | -------- | ----- | -------- | ----- | -------- | -------- | ------- |
| 2001      | オリックス | 7     | 3     | 0     | 0     | 0        | 0     | 1     | 0        | --          | .000  | 81    | 19.2     | 19       | 3           | 6        | 0     | 0        | 9        | 0     | 0        | 9     | 8        | 3.66     | 1.27    |
| 2002      | オリックス | 4     | 4     | 0     | 0     | 0        | 0     | 3     | 0        | --          | .000  | 95    | 21.1     | 20       | 2           | 10       | 1     | 2        | 14       | 0     | 0        | 10    | 10       | 4.22     | 1.41    |
| 2003      | オリックス | 10    | 1     | 0     | 0     | 0        | 1     | 1     | 0        | --          | .500  | 60    | 13.1     | 15       | 4           | 7        | 0     | 0        | 7        | 0     | 0        | 11    | 11       | 7.43     | 1.65    |
| 2004      | オリックス | 4     | 0     | 0     | 0     | 0        | 0     | 0     | 0        | --          | ----  | 21    | 4.0      | 6        | 1           | 4        | 0     | 0        | 1        | 0     | 0        | 7     | 7        | 15.75    | 2.50    |
| 通算：4年 | 通算：4年  | 25    | 8     | 0     | 0     | 0        | 1     | 5     | 0        | --          | .167  | 257   | 58.1     | 60       | 10          | 27       | 1     | 2        | 31       | 0     | 0        | 37    | 36       | 5.55     | 1.49    |

### 記録
- 初登板：2001年8月27日、対西武ライオンズ22回戦（グリーンスタジアム神戸）、7回表無死に3番手で救援登板・完了、3回無失点
- 初奪三振：同上、7回表に清水雅治から
- 初先発：2001年9月19日、対千葉ロッテマリーンズ25回戦（千葉マリンスタジアム）、5回0/3を3失点（自責点2）
- 初勝利：2003年9月27日、対福岡ダイエーホークス27回戦（Yahoo! BBスタジアム）、10回表に8番手で救援登板・完了、1回無失点

### 背番号
- 59 （2001年 - 2004年）